# Parque Estadual Pico do Jabre
O Parque Estadual Pico do Jabre é uma unidade de conservação (UC) localizada no município brasileiro de Matureia, no estado da Paraíba. Toda a área do parque contém 851 hectares.

## História
No livro Uma família na serra do Teixeira há a seguinte citação sobre a conquista da região:
Os irmãos Antônio e Francisco Pereira Monteiro, em 1761, subiram a serra do Teixeira em busca de escravos fugitivos. Não consta os terem encontrado, mas se deslumbraram com a mata virgem, o solo fértil e profundo, as léguas de baixios e a vista fascinante que se descortinava do pico do Jabre. Sendo essas terras devolutas, os dois apossaram-se delas, construíram benfeitorias e requereram ao governo a carta de doação, concedida com o nome de «Data de Santo Antônio».
Em 19 de junho de 2002, a unidade foi oficialmente reconhecida pelo decreto estadual nº 23.060.

## Características
Apesar de estar localizado em meio ao sertão semiárido, região de caatinga, o clima é do tipo quente e úmido com chuvas de verão a outono. A temperatura média anual em torno de 21° C, e o período chuvoso, que vai de janeiro a maio, apresenta uma precipitação média em torno de 800 a 1.000 mm.
Apesar da relativa secura da região, o orvalho e os lençóis freáticos representam fontes de umidade vitais para a vegetação. Novas ou raras espécies da família Acanthaceae e Bromeliaceae foram motivos de estudo nas décadas de 1990 e 2000.

Localizado na serra do Teixeira, o pico do Jabre, que dá nome à unidade e é o ponto culminante dos contrafortes da Borborema, com 1.208m. O pico é também um dos pontos mais elevados do Nordeste brasileiro.

## Galeria

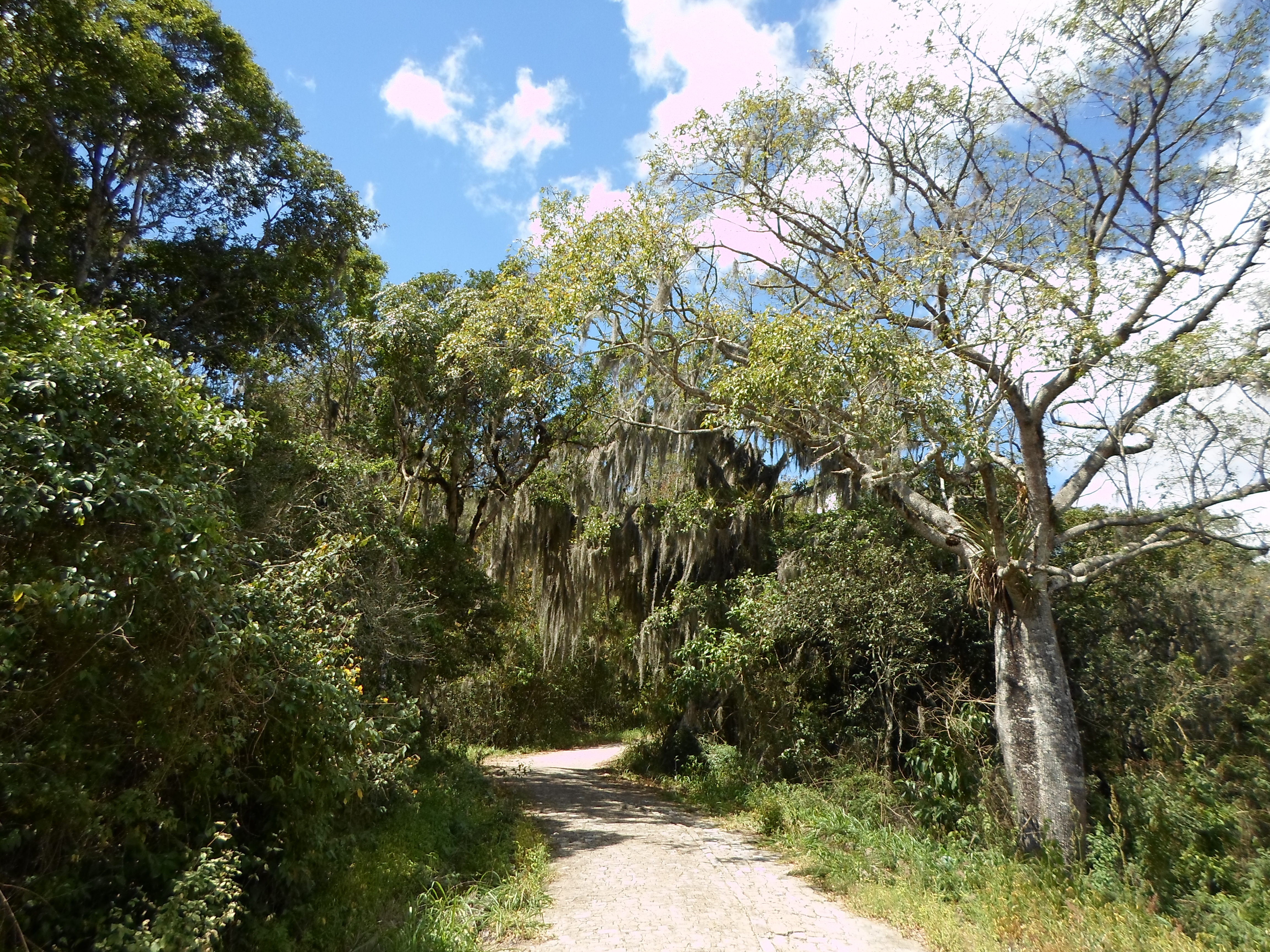
Flora do pico do Jabre
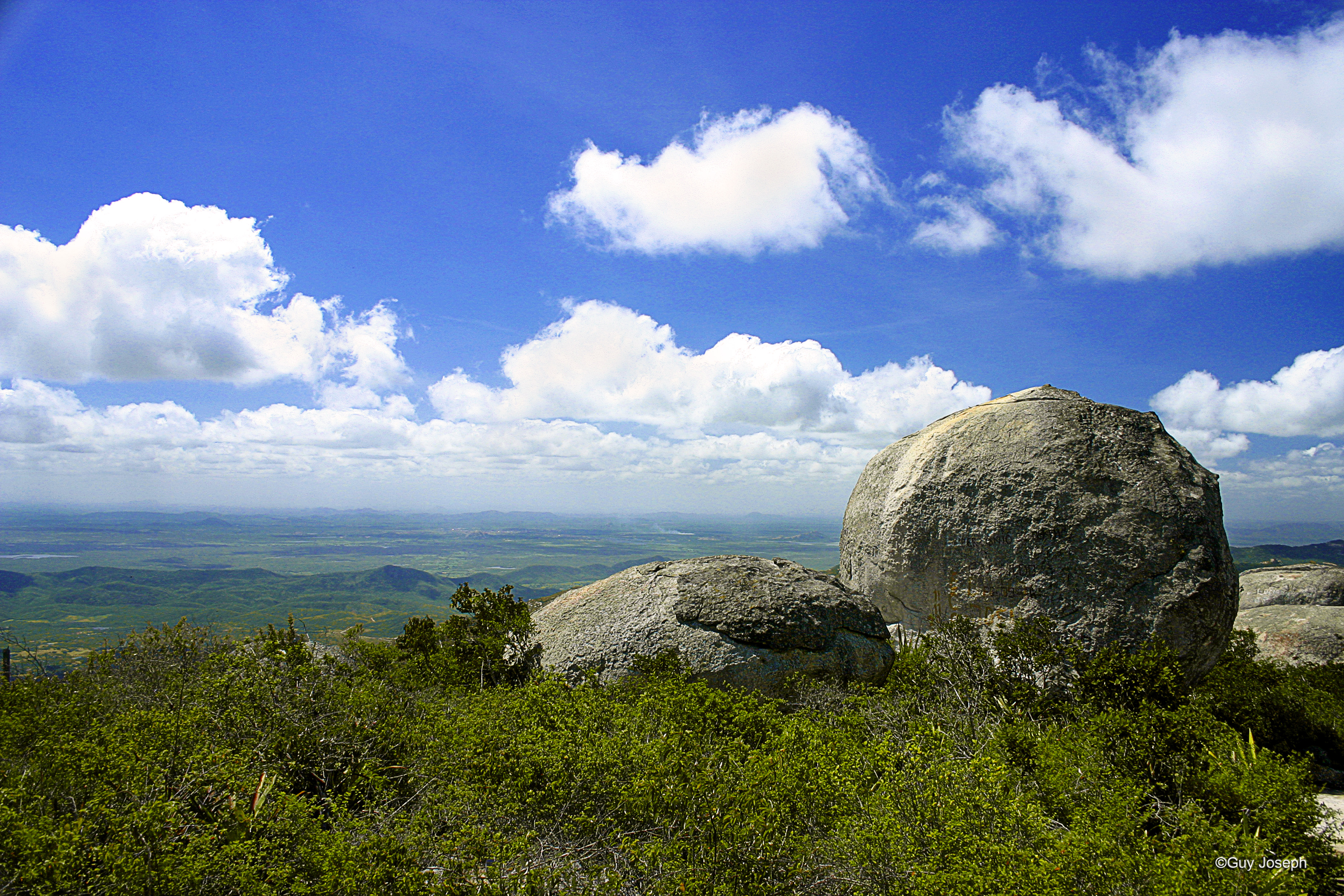
Caatinga, vegetação comum à região